# Alexandre Laterrade
Alexandre Laterrade est un homme politique français né le 2 décembre 1823 à Condom (Gers) et décédé le 7 février 1912 à Condom.

## Biographie
Ingénieur des Ponts et chaussées, il ne se lance que tardivement en politique. Conseiller municipal de Condom en 1884, il en devient maire en 1892. Conseiller général du canton de Condom la même année, il est ensuite président du Conseil général. Sénateur du Gers de 1897 à 1906, il siège à la Gauche démocratique et intervient sur les Travaux Publics et l'agriculture.

## Sources
- Jean Jolly (dir.), Dictionnaire des parlementaires français, notices biographiques sur les ministres, sénateurs et députés français de 1889 à 1940, Paris, PUF, 1960